# Drážní měnírna Krenovka
Drážní měnírna Krenovka (Železniční měnírna na Hrabovce; měnírna Křenovka) na Žižkově v Praze je měnírna, která stojí mezi zaniklou železniční tratí vedoucí do starého Vítkovského tunelu a zaniklou železniční spojkou mezi hlavním nádražím a Masarykovým nádražím. Jako součást staveb Pražské spojovací dráhy, Státní dráhy a Turnovsko-kralupsko-pražské dráhy je chráněna jako nemovitá kulturní památka České republiky.

## Historie
Transformační stanice byla postavena v letech 1925–1927 podle projektu architektů Jana Rokose a Václava Proška pro Wilsnovo nádraží (Praha hlavní nádraží) k napájení posunovacích lokomotiv stejnosměrným proudem. Transformátory dodala firma Českomoravská-Kolben-Daněk, stavbu provedla firma Jaroslava Čelady.
Bez zásadních stavebních změn sloužila svému účelu. V letech 2006–2009 ji České dráhy daly adaptovat na elektrodispečink. Původní hala byla při této rekonstrukci rozdělena do dvou podlaží.

### Popis
Budovu tvoří střední vyšší část, ke které z obou stran přiléhají nižší přízemní křídla. Železobetonová hala je založena 9 metrů hluboko v náspu trati. Fasádu objektu člení výrazné architektonické prvky vpadlých polí kombinovaných s pilastry a plochými pásy z režných cihel. Dochovaly se původní prvky a konstrukce, například okna nebo schodiště. Komín na východní straně je postaven z režných cihel a patří k sousednímu areálu Miranky.